# مقاطعة منتوة
مقاطعة مَنْتُوَة أو مَنْتُوَا أو (نقحرة: مانتوفا) (بالإيطالية: Provincia di Mantova)‏، مقاطعة شمال إيطاليا في إقليم لُمبَردِية، عدد سكانها 390.957 نسمة ومساحتها 2339 كيلومتر مربع وبها 70 مدينة وبلدة وعاصمتها مدينة منتوة، تحدها شمالا وشرقا إقليم فينيتو (مقاطعة فيرونا ومقاطعة روفيغو)، ومن الجنوب إقليم إميليا رومانيا (مقاطعة فرارة ومقاطعة مودينا ومقاطعة ريدجو إميليا ومقاطعة بارما)، وغربا تحدها مقاطعة كريمونا ومقاطعة بريشا.
أهم المدن بعد العاصمة منتوة هي مدينة كاستيليوني ديلي ستيفييري Castiglione delle Stiviere ذات العشرين ألف ساكن.

## توأمة
لمقاطعة منتوة اتفاقيات توأمة مع:
- بَدَربُرن